# Îles Élaphites
Les îles Élaphites (signifiant « des cerfs ») sont un archipel de Croatie situé dans la mer Adriatique au nord-ouest de Dubrovnik, formé des îles Šipan, Lopud et Koločep.
Durant les guerres de dislocation de la Yougoslavie dans les années 1990, les îles Élaphites n'étaient pas habitées. En conséquence, pendant le siège de Dubrovnik par l'armée populaire yougoslave, des chaloupes rapides croates partaient de la presqu'île de Pelješac et transitaient par les Élaphites pour aller ravitailler la ville assiégée.